# Нанивая Окита

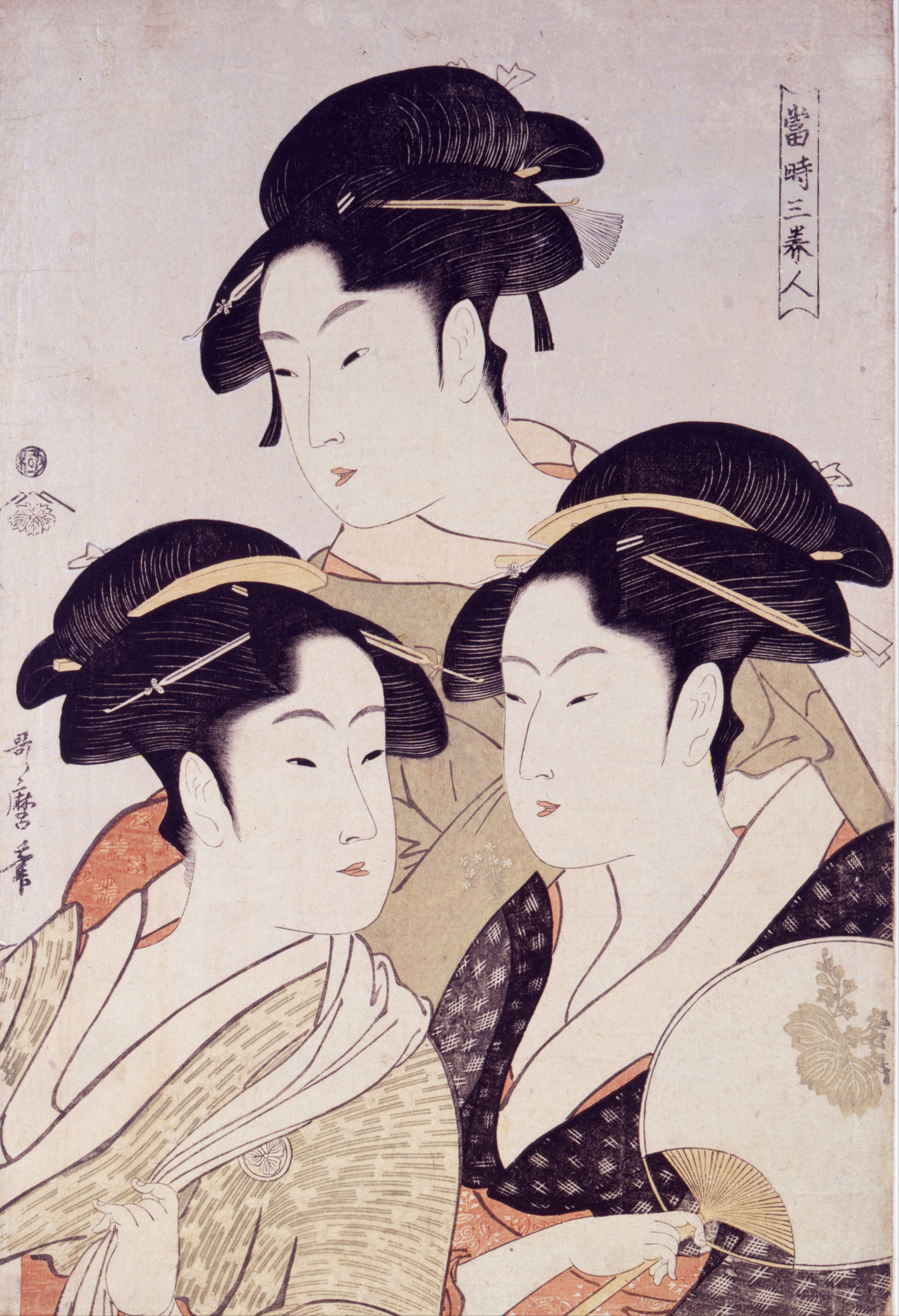
Утамаро. Три красавицы нашего времени, 1793; Окита — внизу справа

Нанивая Окита (яп. 難波屋おきた, «Окита из чайного домика Нанивая»; ок.1778—?) — служанка в чайном домике возле храма богини Каннон в квартале Асакуса города Эдо, одна из любимых моделей Утамаро.

## Изображения в живописи
Сохранились по крайней мере три работы Утамаро, изображавшие известную красавицу. На одной из них она подаёт чашку чая с изображением цветущей павловнии, этот цветок был её личной эмблемой.